# Adhemarius jamaicensis
Adhemarius jamaicensis là một loài bướm đêm thuộc họ Sphingidae. Nó được miêu tả bởi Rothschild và Jordan, năm 1915, và được tìm thấy ở Jamaica.
Con trưởng thành bay vào tháng 7, but there are probably at least two generations per year.